# Show and Tell
Show and Tell je koncertní album/hudební DVD kanadské hudební skupiny The Birthday Massacre, které vyšlo v roce 2009.

## Seznam skladeb
| Pořadí | Název                  | Délka |
| ------ | ---------------------- | ----- |
| 1.     | Before Dark (Intro)    | 1:25  |
| 2.     | Video Kid              | 4:27  |
| 3.     | Lovers End             | 4:20  |
| 4.     | Goodnight              | 4:21  |
| 5.     | Falling Down           | 4:13  |
| 6.     | Violet                 | 3:38  |
| 7.     | Red Stars              | 3:49  |
| 8.     | Looking Glass          | 4:22  |
| 9.     | Remember Me            | 4:04  |
| 10.    | Unfamiliar             | 3:26  |
| 11.    | Walking with Strangers | 3:52  |
| 12.    | Weekend                | 3:53  |
| 13.    | Horror Show            | 4:07  |
| 14.    | Kill the Lights        | 4:35  |
| 15.    | Blue                   | 4:30  |
| 16.    | Happy Birthday         | 4:13  |